# Alex Westlund
Alex Westlund (Flemington, New Jersey, 28. prosinca 1985.) američki je profesionalni hokejaš na ledu. Igra na poziciji vratara.

## Karijera
Četiri je godine studirao na sveučilištu Yale i igrao za njihovu hokejašku momčad u NCAA-u. U četiri godine igranja Westlund je odigrao 89 utakmica, a u skoro polovici utakmica (42) njegova je momčad pobijedila te je 4 puta uspio mrežu sačuvati netaknutom. Profesionalnu karijeru započeo je u ECHL-u, gdje je dvije sezone odigrao za Dayton Bomberse i ostvario dobru statistiku. U sljedećih nekiliko godina selio se kroz razne klubove u nižim ligama, prije nego što je u sezoni 2002./03. otišao u Europu. S ruskim Amur Čabarovskom potpisao je 2-godišnji ugovor. U prvoj godini ugovora odradio je statistički sjajnu sezonu, ali u drugoj je zabilježio pad u odnosu na prošlu. 
Prije igranja za slovensku HDD Olimpiju uEBEL-u, Westlund je bio igrač Charlotte Checkersa u ECHL-u. Njegova sjajna sezona u dresu Zmajčeka uvelike je pomogla Olimpiji da izbori play-off. Olimpija ga nije uspjela zadržati jer je Westlund  još u ljeto 2007. potpisao ugovor s austrijskim Black Wings Linzom za sezonu 2008./09. 

## Vanjske poveznice
- Profil na The Internet Hockey Database
- Profil na Eurohockey.net